# Orthorisma netunaria
Orthorisma netunaria là một loài bướm đêm trong họ Geometridae.